# Церковь святой Марии в Венденс Амбо
Церковь святой Марии в Венденс Амбо (англ. St Mary the Virgin Churchi) — приходская англиканская церковь в деревне Венденс Амбо (Эссекс). Памятник архитектуры Англии I класса с 1967 года.

## Архитектура
Здание церкви состоит из алтарного объёма с органной камерой, нефа с боковыми нефами, южного крыльца и западной башни с хартфордским шпилем. Необычно, что ризница располагается в западном конце южного бокового нефа.

### Башня
Башня является самой старой частью здания и датируется XI веком. Обычно её относят к нормандской архитектуре, но она может и предшествовать завоеванию Англии, о чём свидетельствуют круглые окна, какие встречаются в англосаксонских постройках. Их называют «звуковыми», но функция их твёрдо не установлена. Окна в Венденс Амбо похожи на поздние англосаксонские окна церкви св. Бенета в Кембридже.

## История
Вероятно, первая церковь в этом месте была деревянной и выстроена в VIII веке, от неё не осталось ничего. Каменное здание, вероятно, выстроено около времени составления Книги Страшного суда (1086) и достраивалось в XIII, XIV, XV и XIX веках. В 1662 году деревня Венден Магна (Большая), в которой располагается церковь, была объединена с Венден Парва (Малая).
В XIX веке лорд Брейбрук подарил приходу смежный с церковью участок земли и залу, которая после серьёзной реконструкции в 2007 году сдаётся в аренду для различных мероприятий в деревне.